# 商業学校 (近代期)

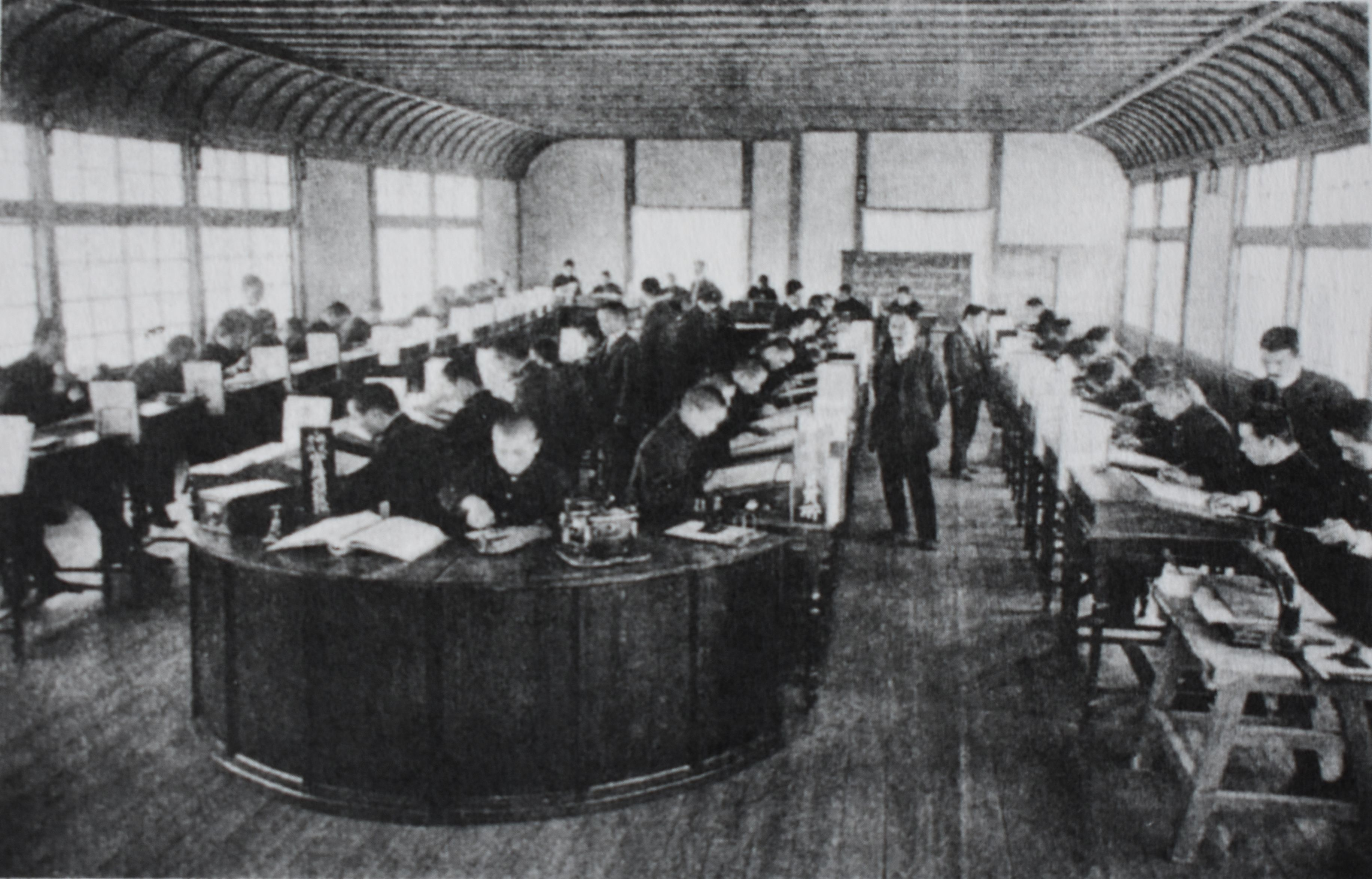
明治40年代の甲府商業学校

商業学校 (近代期)（しょうぎょうがっこうきんだいき）、旧制商業学校とも呼ばれるは、戦前の日本に存在した商業学校を一覧する。

## おもな学校

### 官立・公立商業学校の前身校
- 大蔵省銀行学局（1874年、のち1877年銀行学伝習所、1879年簿記学伝習所・簿記学講習所、1882年銀行局銀行事務講習所、1886年から文部省に移管され東京商業学校（のちの一橋大学）附属銀行専修科、同校附属主計専修科、1887年から1893年まで高等商業学校（のちの一橋大学）附属主計専修科、同校附属主計学校）[2]
- 商法講習所（1875年、のちの一橋大学）[3]
- 神戸商業講習所（1878年、のちの兵庫県立神戸商業高等学校）[3]
- 大阪商業講習所(1880年、のちの大阪市立大学）[3]（のちの大阪府立大阪ビジネスフロンティア高等学校）
- 横浜商法学校（1882年、のちの横浜市立大学商学部）[3]

### 私立商業学校（実業学校以外）
- 三菱商業学校(1878年、のちに明治義塾と改名、慶應義塾大学の旧分校）
- 岡山商法講習所（1880年）[3]
- 共立統計学校(1883年)
- 明治学舎（1872年）
- 協栄学舎（1872年）
- 丸善帳合稽古所（1873年）
- 簿記夜学校（1878年）
- 商法簿記夜学校
- 簿記夜学舎
- 商法夜学校
- 米商会所付属学校
- 簿記学舎
- 遊海学校
- 青藍館
- 有則学舎
- 勧高書院
- 記簿法学舎
- 鳩功学社
- 進善舎
- 潔進社
- 英学所
- 高陽学舎
- 開広舎
- 塵劫記舎
- 開雲舎
- 精栄館
- 精々学舎

### 実業学校等

#### 北海道地方
- 北海道庁立小樽商業学校、北海道立小樽商業学校、北海道立小樽商業高等学校、北海道小樽緑陵高等学校を経て、現・北海道小樽商業高等学校
- 函館商業学校、北海道函館商業高等学校
- 札幌市立商業学校、札幌市立商業高等学校、札幌創成商業高等学校、北海道札幌創成商業高等学校を経て、北海道札幌啓北商業高等学校
- 北海道旭川区旭川商業高等学校、北海道旭川商業学校、北海道庁立旭川商業高等学校、北海道庁立旭川第二工業学校を経て、北海道旭川商業高等学校
- 北海道庁立根室商業学校、北海道根室高等学校
- 札幌光星商業学校、札幌光星工業学校を経て、札幌光星高等学校
- 札幌商業学校、札幌豊陵工業学校、札幌商業高等学校・札幌豊陵工業高等学校・併置中学校、札幌商業高等学校を経て、北海学園札幌高等学校
- 私立小樽商業学校、私立北海商業学校、北海商業学校、北海工業学校、北海商業学校を経て、北照高等学校

#### 東北地方
青森県
- 青森市立商業学校、青森県立青森商業学校、青森県立青森商業高等学校
- 八戸市立商業学校、青森県立八戸商業高等学校

岩手県
- 盛岡学舎
- 盛岡市立商業学校、岩手県立盛岡商業学校、岩手県立盛岡商業高等学校
- 水沢町立商業学校、岩手県立水沢商業学校、岩手県立水沢商業高等学校

秋田県
- 秋田市商業学校、秋田市立秋田商業高等学校

宮城県
- 石巻町立商業補習学校、石巻町立石巻商業学校、石巻商業学校、石巻工業学校、石巻商業学校を経て、宮城県石巻商業高等学校
- 古川商業専修学校、私立青年学校古川商業専修学校、公立青年学校宮城県志田郡古川町商業専修学校、宮城県古川商業学校、宮城県古川工業学校を経て、宮城県古川工業高等学校
- 仙台女子商業学校、仙台女子商業高等学校を経て、仙台市立仙台商業高等学校(仙台商業高等学校と統合)
- 仙台市商業学校、市立仙台商業学校、仙台商業学校、仙台商業高等学校を経て、仙台市立仙台商業高等学校

山形県
- 山形市立商業学校、山形市立工業学校を経て、山形市立商業高等学校
- 酒田町立甲種商業学校、山形県立酒田商業学校、山形県立酒田商業高等学校を経て、山形県立酒田光陵高等学校

福島県
- 福島町立福島商業補習学校、福島市立商業学校、福島県立福島商業学校、福島県立福島商工高等学校、(福島市立福島女子商業高等学校と統合を経て、福島県立福島商業高等学校
- 須賀川町立商業補習学校、福島県須賀川町立商業学校、福島県須賀川商業学校、（須賀川高等女学校　と統合）、福島県立須賀川高等学校、（普通科女子を福島県立須賀川女子高等学校として分離、福島県立須賀川桐陽高等学校を経て、福島県立須賀川高等学校
- 郡山実業補習学校、福島県郡山商工学校、福島県郡山商業学校、福島県郡山工業学校、福島県郡山商工学校、（工業科を福島県郡山工業学校として分離を経て、福島県立郡山商業学、福島県立郡山商業高等学校
- 喜多方町立喜多方商業補習学校、喜多方町立喜多方商業学校、福島県喜多方工業学校、福島県立喜多方商工学校を経て、福島県立喜多方商工高等学校、工業科を福島県立喜多方工業高等学校　として分離、福島県立喜多方商業高等学校
- 大沼実業補習学校、大沼農業補習学校、大沼実業公民学校、福島県大沼郡高田町大沼実業学校、福島県立大沼農学校を経て、福島県立大沼高等学校
- 平商業補習学校、福島県平商業学校、福島県立平商業学校を経て、福島県立平商業高等学校
- 福島県相馬商業学校、福島県相馬工業学校、福島県立相馬商業学校、原町高等女学校　と統合を経て、福島県立原町高等学校

#### 関東地方
茨城県
- 茨城県立商業学校、茨城県立水戸商業学校を経て、茨城県立水戸商業高等学校
- 茨城県立下館商業学校、茨城県立下館工業学校、茨城県立下館中学校、茨城県立下館高等学校を経て、茨城県立下館第一高等学校
- 茨城県古河商業学校、茨城県立古河商業学校、茨城県立古河高等学校を経て、茨城県立古河第一高等学校
- 湊町立湊商業学校、茨城県湊商業学校、茨城県立湊水産商業学校、茨城県立湊商業学校、茨城県立湊工業学校、茨城県立湊商業学校、茨城県立那珂湊高等学校を経て、茨城県立那珂湊第一高等学校

栃木県
- 栃木県立商業学校、栃木県立宇都宮商業学校、栃木県立宇都宮商業高等学校
- 宇都宮市立商業学校、宇都宮市立宇都宮商業学校（栃木県立宇都宮商業高校に併合）
- 栃木町立商業学校、栃木県立栃木商業高等学校

群馬県
- 前橋市立商業学校、群馬県立前橋商業学校、（前橋第二工業学校、県立前橋商に併設）、前橋第二工業学校（県立前橋商のみ廃止）、前橋商工学校を経て、群馬県立前橋商業高等学校
- 高崎市立商業補習学校 、群馬県立高崎商業高等学校
- 伊勢崎町立商工補習学校、伊勢崎町立商業学校、群馬県立伊勢崎商を経て、群馬県立伊勢崎高等学校および群馬県立伊勢崎商業高等学校

埼玉県
- 埼玉県川越商業学校、埼玉県川越商業高等学校を経て、川越市立川越高等学校
- 埼玉県浦和商業学校、埼玉県立浦和商業高等学校

千葉県
- 千葉市立千葉商業補習学校、千葉県千葉商業学校、千葉県立千葉商業高等学校
- 千葉県立銚子商業学校、千葉県立銚子商業高等学校

東京都
- 東京市立商業補習夜学校（1906年）、1911年に移転し東京市立商業学校と改称
- 東京府立商業学校(1918年）、東京都立一商業学校、東京都立第一商業新制高等学校を経て、東京都立第一商業高等学校
- 東京府立第二商業学校(1920年）、東京都立二商業学校、東京都立第二商業新制高等学校を経て、東京都立第二商業高等学校、(廃校)
- 東京府立第三商業学校(1928年）、東京都立三商業学校、東京都立第三商業新制高等学校を経て、東京都立第三商業高等学校
- 東京府立第四商業学校(1940年）、東京都立四商業学校、東京都立第四商業新制高等学校を経て、東京都立第四商業高等学校
- 東京府立第五商業学校(1941年）、東京都立五商業学校、東京都立第五商業新制高等学校を経て、東京都立第五商業高等学校
- 東京市立第一商業補習学校(1918年）、東京都立荒川商業高等学校
- 東京市立四谷商業実務学校(1924年）、東京都立四谷商業高等学校
- 東京市立京橋商業学校(1924年）、東京都立芝商業高等学校
- 東京市赤坂商業学校(1933年）、東京都立赤坂高等学校
- 東京植民貿易語学校(1916年)および東京保善商業学校(夜学)(1923年)、東京保善高等学校を経て、保善高等学校
- 東京保善商業学校(昼間)(1923年)、安田商業学校、安田商業高等学校を経て、安田学園高等学校
- 東京育英商業学校
- 大倉商業学校
- 帝国商業学校
- 豊島商業学校
- 錦城商業学校
- 法政大学商業学校
- 東京商業学校
- 攻玉社第一商業学校
- 昭和第一商業学校
- 京華商業学校
- 中央商業学校
- 慶應義塾商工学校
- 国士舘商業学校
- 足立商業学校
- 京王商業学校
- 順天商業学校
- カ行商業学校
- 豊南商業学校
- 実践商業学校
- 正則商業学校
- 大蔵商業学校
- 明治大学商業学校
- 日本大学第一商業学校
- 日本大学第二商業学校
- 日本大学第三商業学校
- 立正商業学校
- 成立商業学校
- 関東商業学校
- 高輪商業学校
- 郁文館商業学校
- 早稲田実業学校
- 東京主計商業学校
- 中央大学商業学校
- 帝京商業学校
- 東洋商業学校
- 京北実業学校

神奈川県
- 町田報徳商業学校
- 横浜商法学校（1882年）、横浜商業学校、横浜市立商業学校を経て、横浜市立横浜商業高等学校
- 私立小田原商業学校、小田原市立商業学校、神奈川県立小田原総合ビジネス高等学校を経て、神奈川県立小田原東高等学校総合ビジネス科

#### 中部・北陸地方
新潟県
- 北越興商会付属新潟商業学校、新潟区立商業学校、新潟市立商業学校、新潟県立商業学校、新潟県立新潟商業学校、新潟県立新潟商業商船学校、新潟県立新潟商業学校、新潟県立新潟第二工業学校、新潟県立新潟商業学校を経て、新潟県立新潟商業高等学校
- 長岡市立商業学校、新潟県立商業学校、新潟県立長岡商業高等学校

長野県
- 長野市立長野商業学校、長野県長野商業学校、長野県長野商業高等学校
- 長野県諏訪商業学校・長野県諏訪女子商業学校、長野県諏訪実業高等学校
- 飯田市立飯田商業学校、長野県飯田商業学校、長野県飯田長姫高等学校、長野県飯田OIDE長姫高等学校
- 松本戊戌商業学校、松商学園高等学校

富山県
- 富山市立富山商業学校、富山県立富山商業学校、富山県立富山商業高等学校
- 高岡市立高岡商業学校、富山県立高岡商業学校、富山県立高岡商業高等学校

石川県
- 金沢市立金沢商業学校、石川県立金沢商業学校、石川県立金沢商業高等学校
- 小松町立小松商業学校、石川県立小松商業学校、石川県立小松商業高等学校

福井県
- 福井市立福井商業学校、福井市立福井高等学校を経て、福井県立福井商業高等学校

山梨県
- 市立甲府商業学校、甲府市立甲府商業高等学校

静岡県
- 静岡市立静岡商業学校、静岡県立静岡商業学校、（静岡市立駿府商業学校、静岡県立静岡第二商業学校 と統合）を経て、静岡県立静岡商業高等学校
- 静岡県清見潟商業学校、静岡県清水商業学校、清水市立商業高等学校、静岡市立清水商業高等学校（静岡県立庵原高等学校と統合）を経て、静岡市立清水桜が丘高等学校
- 沼津町立沼津商業学校、静岡県立沼津商業学校、静岡県立沼津商業高等学校
- 静岡県袋井商業学校、静岡県立袋井商業学校、静岡県立袋井実業高等学校、静岡県立袋井商業高等学校
- 浜松市立商業学校、静岡県立浜松商業学校、静岡県立浜松商業高等学校

岐阜県
- 岐阜市立岐阜商業学校（岐阜市立女子商業学校と統合を経て、長良高等学校、岐阜高等学校、加納高等学校商業課程に県移管分割配置編入）現在は岐阜県立岐阜商業高等学校
- 大垣市立商業学校、岐阜県大垣商業学校、岐阜県立大垣商業高等学校
- 岐阜県中津商業学校、岐阜県立中津高等学校商業科を経て、岐阜県立中津商業高等学校

愛知県
- 愛知県商業學校、愛知県立愛知商業高等学校、愛知県立熱田高等学校、愛知県立名南高等学校、愛知県立貿易商業高等学校 と統合、愛知県立瑞陵高等学校を経て、愛知県立愛知商業高等学校 と 愛知県立瑞陵高等学校 に分割
- 愛知県貿易商業學校、愛知県立貿易商業高等学校、 愛知県立熱田高等学校、愛知県立愛知商業高等学校、愛知県立名南高等学校 と統合、愛知県立瑞陵高等学校を経て、愛知県立愛知商業高等学校 と 愛知県立瑞陵高等学校 に分割
- 愛知学舎
- 愛知県名古屋商業學校、名古屋市立名古屋商業学校、名古屋市立名古屋商業高等学校、名古屋市立第二高等学校 と統合、名古屋市立向陽高等学校、名古屋市立商業高等学校 と 名古屋市立向陽高等学校 に分割、前者が名古屋市立名古屋商業高等学校に改称
- 名古屋市立第二商業學校、名古屋市立第二商業高等学校、名古屋市立第一高等学校 と統合、名古屋市立菊里高等学校
- 名古屋市立第三商業學校、名古屋市立南商業高等学校、名古屋市立春日野高等学校 と統合　、名古屋市立桜台高等学校
- 愛知県実務女學校、愛知県女子商工學校、愛知県立名南高等学校、愛知県立熱田高等学校、愛知県立愛知商業高等学校、愛知県立貿易商業高等学校 と統合、愛知県立瑞陵高等学校を経て、愛知県立愛知商業高等学校 愛知県立瑞陵高等学校 と に分割
- 愛知県立一宮商業学校、愛知県立一宮商業高等学校
- 愛知県半田商業専修学校、愛知県半田商業学校、愛知県立半田商業高等学校
- 岡崎市立商業学校、岡崎市立高等学校商業科、愛知県立岡崎商業高等学校
- 私立豊橋商業学校、豊橋市立商業学校、愛知県立豊橋商業高等学校
- 中京商業学校、中京大学附属中京高等学校
- 東邦商業学校、東邦高等学校
- 享栄商業学校、享栄高等学校
- 名古屋女子商業学校、名古屋経済大学市邨高等学校（商業科は2004年閉科）
- 名古屋第二女子商業学校、名古屋経済大学高蔵高等学校

#### 近畿地方
三重県
- 津市立励精商業学校、三重県津実業高等学校を経て、三重県立津商業高等学校
- 市立四日市商業学校、三重県立四日市商業学校、三重県立四日市商業高等学校
- 三重県立松阪商業学校、三重県立松阪北高等学校を経て、三重県立松阪商業高等学校
- 三重県宇治山田商業学校、三重県立宇治山田商業高等学校

和歌山県
- 和歌山市立和歌山商業学校（初代）、和歌山県立和歌山商業学校、和歌山県立和歌山商業高等学校
- 和歌山市立和歌山商業学校（2代）、和歌山市立和歌山商業高等学校を経て、和歌山市立和歌山高等学校
- 串本町立串本商業学校、和歌山県立串本商業学校、和歌山県立串本高等学校を経て、和歌山県立串本古座高等学校

奈良県
- 奈良県立奈良商業学校、奈良県立奈良商業高等学校を経て、奈良県立奈良朱雀高等学校

滋賀県
- 滋賀県商業学校（1886年）、大津市から八幡町に移転し、のち滋賀県立商業学校、滋賀県立八幡商業学校、滋賀県立八幡高等学校（滋賀県立八幡高等女学校と合併し、のち滋賀県立中央高等学校、滋賀県立八幡高等学校を経て、滋賀県立八幡商業高等学校
- 大津市立大津実業補習学校（1905年）、のち大津市立大津商業学校、滋賀県立大津商業学校、滋賀県立志賀高等学校（滋賀県立膳所中学校・滋賀県立大津高等女学校・滋賀県大津市高等女学校・大津市立大津市女子商業学校（1927年創立）と合併し、滋賀県立膳所高等学校・滋賀県立大津高等学校とともに開校）、滋賀県立大津高等学校、滋賀県立大津西高等学校、滋賀県立大津高等学校を経て、滋賀県立大津商業高等学校
- 滋賀県立彦根商業学校（1911年）、1944年廃校
- 長浜町立長浜商業学校（1924年）、滋賀県立長浜商業学校、滋賀県立長浜南高等学校、滋賀県立長浜高等学校、滋賀県立長浜中高等学校、滋賀県立長浜西高等学校、滋賀県立長浜商工高等学校を経て、現・滋賀県立長浜北星高等学校
- 滋賀県立彦根女子商業学校（1944年）、滋賀県立彦根高等学校

京都府
- 京都府商業学校（1886年）、京都市立第一商業学校、京都市立西京商業高等学校、京都市立西京高等学校、京都市立西京商業高等学校を経て京都市立西京高等学校・附属中学校
- 京都市立第二商業学校（1910年）、京都市立西陣商業高等学校（1948年廃校）

大阪府
- 大阪市立市岡商業学校、大阪市立市岡商業高等学校
- 大阪市立扇町商業学校、大阪市立扇町商業高等学校、大阪市立扇町総合高等学校を経て、大阪府立桜和高等学校に統合
- 大阪市立実践商業学校、大阪市立天王寺第二商業学校、大阪市立天王寺第二商業高等学校、その後、統合により大阪市立中央高等学校（大阪府への移管で大阪府立中央高等学校）
- 大阪市立住吉商業学校、大阪市立住吉商業高等学校（大阪府への移管で大阪府立住吉商業高等学校）
- 大阪市立大阪高等商業学校、大阪市立第一商業学校、大阪市立天王寺商業学校、大阪市立天王寺商業高等学校、その後、統合により大阪市立大阪ビジネスフロンティア高等学校（大阪府への移管で大阪府立大阪ビジネスフロンティア高等学校）
- 大阪市立東区甲種商業学校、大阪市立東商業学校、大阪市立東商業高等学校、その後、統合により大阪市立大阪ビジネスフロンティア高等学校（大阪府への移管で大阪府立大阪ビジネスフロンティア高等学校）
- 大阪市立西商業学校、 大阪市立西商業高等学校、大阪市立西高等学校を経て、大阪府立桜和高等学校に統合
- 大阪市立芦池女子商業学校、大阪市立芦池商業高等学校を経て、大阪市立住吉商業高等学校に合併し廃校
- 大阪市立中之島女子商業学校、大阪市立中之島商業高等学校を経て、大阪市立扇町商業高等学校に合併し廃校。その後、大阪市立扇町総合高等学校を経て、大阪府立桜和高等学校に統合
- 大阪市立浪華女子商業学校、大阪市立浪華商業高等学校を経て、大阪市立東商業高等学校に合併し廃校。その後、大阪市立大阪ビジネスフロンティア高等学校（大阪府への移管で大阪府立大阪ビジネスフロンティア高等学校）
- 大阪市立御津女子商業学校、大阪市立御津商業高等学校を経て、大阪市立天王寺商業高等学校に合併し廃校。その後、統合により大阪市立大阪ビジネスフロンティア高等学校（大阪府への移管で大阪府立大阪ビジネスフロンティア高等学校）
- 堺市立堺商業学校、堺市立商業高等学校を経て、堺市立堺高等学校へ統合
- 岸和田市商業学校、岸和田市立産業高等学校
- 川口商業学校（私立）　1907年　川口基督教会によって設立された　1933年7月　閉校
- 京阪商業学校（私立）守口市立京阪高等学校、大阪府立守口高等学校を経て、現・大阪府立芦間高等学校へ統合
- 日新商業学校（私立）、布施市立日新高等学校を経て、東大阪市立日新高等学校
- 大阪市立大阪実業学校、大阪市立第七商業学校・大阪市立酉島工業学校の2校に分離
- 大阪市立第七商業学校、大阪市立第七商業高等学校、大阪市立淀高等学校を経て、大阪市立淀商業高等学校（大阪府への移管で大阪府立淀商業高等学校）
- 堺市立堺女子手芸学校、堺市立堺高等学校を経て、大阪府立堺西高等学校
- 泉南郡貝塚実業学校、貝塚市立高等学校を経て、大阪府立貝塚高等学校
- 大阪貿易語学校、大阪貿易学院高等学校を経て、開明高等学校
- 大阪商業学校、大阪商業高等学校を経て、大商学園高等学校
- 大阪大倉商業学校、関西大倉高等学校
- 大阪城東商業学校、大阪城東大学附属高等学校、大阪商業大学附属高等学校を経て、大阪商業大学高等学校
- 大阪初芝商業学校、初芝商業高等学校を経て、初芝立命館高等学校
- 大阪福島商業学校、履正社高等学校、摂津高等学校、大阪福島商業高等学校を経て、履正社高等学校
- 関西甲種商業学校、関西大学付属第一高等学校を経て、関西大学第一高等学校
- 興國商業学校、興國商業高等学校を経て、興國高等学校
- 此花商業学校、此花商業高等学校、此花学院高等学校を経て、大阪偕星学園高等学校
- 城北商業学校、大阪天満高等学校、太成高等学校を経て、太成学院大学高等学校
- 成器商業学校、成器商業高等学校、成器高等学校を経て、大阪学芸高等学校
- 浪華商業学校、浪華商業高等学校、浪商高等学校を経て、大阪体育大学浪商高等学校、大阪青凌高等学校
- 北陽商業学校、北陽商業高等学校、北陽高等学校を経て、関西大学北陽高等学校
- 明星商業学校、明星商業高等学校を経て、明星高等学校
- 大阪女子商業学校、朝陽高等学校、大阪女子商業高等学校、大阪女子高等学校を経て、あべの翔学高等学校
- 淀川女子商業学校、淀川高等学校、淀川女子高等学校を経て、英真学園高等学校
- 城南女子商業専修学校、城南学園高等学校

兵庫県
- 神戸商業講習所、兵庫県立神戸商業学校（1878年）、兵庫県立第一神戸商業学校、兵庫県立第一神戸商業高等学校から兵庫県立星陵高等学校に一時合併した後、兵庫県立神戸商業高等学校に分離
- 兵庫県立神戸商業学校兵庫分校
- 姫路市立姫路商業学校（乙種）、姫路市立姫路商業学校（甲種）、兵庫県立姫路商業学校、兵庫県立姫路商業高等学校、兵庫県立姫路東高等学校に統合の後、兵庫県立姫路商業高等学校に分離
- 豊岡町立豊岡商業補習学校、兵庫県立豊岡工業学校・兵庫県立豊岡女子商業学校、兵庫県立豊岡実業高等学校を経て、現・兵庫県立豊岡総合高等学校
- 北神商業学校、北神工業学校、北神商業学校、神戸市立第一北神商業学校、神戸市立北神高等学校、神戸市立鈴蘭台高等学校を経て、神戸市立兵庫商業高等学校
- 揖保郡龍野町立商業補習学校、兵庫県立龍野商業学校、兵庫県立龍野工業学校、兵庫県立龍野工業高等学校を経て、兵庫県立龍野実業高等学校
- 洲本町立商業学校、洲本市立商業学校、兵庫県立洲本商業学校、兵庫県立洲本商業高等学校を経て、兵庫県立洲本実業高等学校
- 飾磨町立兵庫県飾磨商業実務学校、兵庫県飾磨商業学校、兵庫県立飾磨商業学校を経て、兵庫県立飾磨工業高等学校
- 兵庫県武庫郡町立西宮商業補習学校、西宮市立商業実習学校、西宮市立西宮商業実修学校、西宮市立商業学校（乙種）、西宮市立商業学校（甲種）→ 西宮市立商業学校・西宮市立工業学校、西宮市立商業学校、西宮市立商業高等学校、西宮市山手高等学校を経て、兵庫県立西宮高等学校
- 育英商業学校、育英高等学校
- 報徳実業学校、報徳商業学校、報徳中学校、報徳学園高等学校

#### 中国地方
鳥取県
- 鳥取県立鳥取商業学校、鳥取県立鳥取商業高等学校

島根県
- 島根県商業学校、島根県立松江商業学校、島根県立松江商業高等学校

岡山県
- 岡山県商業学校（1880年）、岡山県立商業学校、岡山県商業学校、岡山県岡山商業等学校、岡山県岡山第一商業学校・岡山県岡山第二商業学校、岡山県立岡山商業高等学校・岡山県立岡山産業高等学校から岡山県立岡山東高等学校を経て、岡山県立岡山東商業高等学校
- 岡山県岡山第二商業学校（岡山県岡山商業等学校より分離）、岡山県立岡山産業高等学校を経て、岡山東高に統合
- 岡山市立商業学校、岡山県立岡山南高等学校
- 岡山県高梁女子商業学校（高梁実高等学校に統合）
- 岡山県生石女子商業学校（生石高等学校に統合）
- 私立倉敷商業補習学校、倉敷町立倉敷商業学校、岡山県倉敷商業学校、岡山県立倉敷商業高等学校、岡山県立至誠高等学校、岡山県立倉敷商業高等学校
- 玉島町立玉島商業学校、岡山県玉島商業学校、岡山県立玉島高等学校、岡山県立玉島高等学校、岡山県立玉島商業高等学校
- 笠岡町立商業学校、岡山県笠岡商業学校（一時岡山県笠岡工業学校）、岡山県立笠岡第一高等学校、のち笠岡第二高等学校と統合し岡山県立笠岡高等学校、その後岡山県立笠岡商工高等学校を経て　岡山県立笠岡商業高等学校
- 津山町立津山商業学校、岡山県津山商業学校、岡山県津山拓殖学校、岡山県津山商業学校、岡山県立津山商業高等学校
- 吉備商業学校、吉備高等学校、岡山商科大学附属高等学校

広島県
- 広島商学校、広島県広島商学校・広島県立広島商学校、広島県広島商業高等学校を経て、広島県広島観音高等学校および広島県広島基町高等学校商業科に収容され、広島県広島商業高等学校を経て、広島県立広島商業高等学校）
- 広島市立商学校、広島市造船工学校、広島県広島観音高および広島県広島基町高の商業科に収容され、その後広島県広島市商業高、広島市立広島商業高等学校
- 広島市商業専修学校、もと広島市商業補習学校、のち広島市立商業専修青年学校、広島市第二商学校、広島市立二商学校を経て、広島市商業高等学校に統合し定時制となる。その後広島県広島基町高定時制を経て広島県広島市商業高から広島県広島大手町商業高、広島市立大手町商業高等学校
- 私立尾道商法講習所、広島県商業学校、広島県立尾道商業学校、広島県尾道商業高等学校、広島県立尾道商業高等学校

山口県
- 赤間関商業講習所（山口、1884年）、下関商業学校、下関商業高等学校
- 財団法人山口商業学校、山口県立山口商業学校、山口県立山口高等学校商業科を経て、山口県立西京高等学校総合ビジネス科

#### 四国地方
徳島県
- 徳島県立商業学校、徳島県立徳島商業高等学校

香川県
- 香川県立商業学校、香川県立高松商業学校、香川県立高松商業高等学校
- 綾歌郡立綾歌商業学校、香川県立坂出商業学校、香川県立坂出商業高等学校

愛媛県
- 愛媛県立商業学校、愛媛県立松山商業学校、愛媛県立松山商業高等学校
- 新居浜市立女子商業学校、愛媛県立新居浜商業学校、愛媛県立新居浜東高等学校（1962年商業科閉科）

高知県
- 高知商業学校、高知市立高知商業高等学校

#### 九州地方
福岡県
- 福岡市商業学校、福岡市立福岡商業高等学校を経て、福岡市立福翔高等学校（2000年に総合学科に改編）
- 小倉市立小倉商業学校、福岡県立小倉商業高等学校

佐賀県
- 佐賀市立佐賀商業学校、佐賀県立佐賀商業学校、佐賀県立佐賀商業高等学校
- 唐津町立商業学校、佐賀県立唐津商業学校、佐賀県立唐津商業高等学校

長崎県
- 長崎区立長崎商業学校（1885年）- 県立長崎商業学校（1886年）- 市立長崎商業学校（1901年）- 長崎市立商業学校（1925年）- 長崎市立長崎商業高等学校（1948年）
- 長崎県立佐世保商業学校（1923年）- 長崎県立佐世保工業学校（1944年転換）- 長崎県立佐世保商業学校（1946年、再）- 長崎県立佐世保商業高等学校（1948年）- 長崎県立佐世保商工業高等学校（1949年）- 長崎県立佐世保商業高等学校（1951年、再）
- 長崎県立諫早商業学校（1941年）- 長崎県立諫早工業高等学校（1944年転換）- 長崎県立諫早航空工業学校（1945年転換）- 長崎県立諫早商業学校（1946年、再）- 長崎県立諫早商業高等学校（1948年） - 長崎県立諫早高等学校商業科（1948年）- 長崎県立諫早商業高等学校（1956年、再）
- 長崎県立島原商業学校（1941年）- 長崎県立島原工業高等学校（1944年転換）- 長崎県立島原商業学校（1946年、再）- 長崎県立島原商業高等学校（1948年）- 長崎県立島原高等学校商業科（1948年）- 長崎県立島原商業高等学校（1956年、再）

熊本県
- 熊本簡易商業学校（のち熊本商業学校、熊本市立商業学校、熊本県立商業学校を経て県立第二商業学校と合併。熊本県立工商学校、熊本県立商業学校、熊本県立商業高等学校、現・熊本県立熊本商業高等学校）

大分県
- 大分市立大分商業学校、大分県立大分商業学校、大分県立大分商業高等学校
- 中津町立商業学校、大分県立中津商業高等学校を経て、大分県立中津東高等学校

宮崎県
- 宮崎市立宮崎商業学校、宮崎県立宮崎商業学校、宮崎県立宮崎大宮高等学校商業科を経て、宮崎県立宮崎商業高等学校
- 東臼杵郡立延岡商業学校、宮崎県立延岡商業学校、宮崎県立延岡商業高等学校

鹿児島県
- 精華商業学校（もと私立精華学校、のち国分商業学校・国分農業学校から、国分実業高等学校を経て、国分市立国分中央高等学校、現・霧島市立国分中央高等学校）
- 鹿児島簡易商業学校（のち鹿児島市立商業学校、鹿児島商業学校・鹿児島市立工業学校・鹿児島商業学校、鹿児島市高等学校第三部を経て、現・鹿児島市立鹿児島商業高等学校）

沖縄県
- 那覇市立那覇商業学校、那覇市立那覇商工学校、沖縄県立那覇商業高等学校